# دره‌لبد
دره‌لب اولشی ، روستایی از توابع بخش مرکزی شهرستان ایذه در استان خوزستان ایران است. 

## جمعیت
این روستا در دهستان پیان قرار دارد و بر اساس سرشماری مرکز آمار ایران در سال ۱۳۸۵، جمعیت آن ۹۴ نفر (۱۹خانوار) بوده‌است.